# 按察使局伊勢
按察使局伊勢（あぜちのつぼねいせ、生没年不詳）は、平安時代の女性。平時子、建春門院、建礼門院に仕えた。

## 経歴
父は藤原公通。出自については諸説あり、大和石上神社祠官の娘とも伝わる。また、幕末の真木保臣は末裔と伝える。
はじめ、時子に仕え、後に徳子の入内に従った。寿永4年（1185年）の壇ノ浦の戦いでは時子らに従い入水するが、源氏に生け捕りにされる。千歳川のほとりの鷺野ヶ原に移住した。吾妻鏡にはこの按察使局が安徳天皇を抱いて入水したとある。
その後は剃髪し、千代と号し、平家一門の菩提を弔った。また、村人たちから慕われ尼御前と呼ばれていた。村人には加持祈祷を行っていた。その社は尼御前神社と呼ばれ、水天宮の由来となった。晩年、平知盛の次男・平知時の四男・平右忠を肥後国から迎え、養子とする。
現在は、千代松神社に祀られている。

## 伝説
文禄2年（1593年）に書かれた『天御前伝』によれば、尼になった後のある夜、夢の中で筑後川に入り、水底にある水天宮で平家一門に会い、水難避けの符として今日に伝わる「五文字の神符」を受けたという。当時、筑後川・巨瀬川流域には不可思議な災難が多発していたが、千代尼が配布した神符の霊験によって災難は治まった。そのことから、千代尼は民衆から尼御前と呼ばれ慕われるようになり、118歳まで生きたという。